# 京八流
京八流（きょうはちりゅう）は、日本の剣術の源流・始祖とされる流派の一つ。
平安時代末期に鬼一法眼が京都の鞍馬山で8人の僧に刀法を伝えたところを始祖として、多くの剣術の源流になったとされる。ただし、京八流に関する文献は室町期以降ほぼ消失しており、現代ではその実態をつかむことは難しい。京に伝わる8つの流派の総称と考えられる。
源義経が師事した流派という伝説もあり、様々な人物伝や伝記などの伝承がある。

## 歴史・伝承

### 源義経
九郎判官・源義経は京に生まれ、幼少期に鞍馬寺において剣術を学んだとされる。この義経が学んだ流派が京八流、またはその一派ではないかと言われる。義経の剣術は「敏捷性を生かし、短い刀を用いて素早く敵の懐に入る剣術」だったとされ、義経が源平合戦において実際に使用したとされる車太刀は短く（53cm）反りの大きい刀であり、義経の剣術が伝承通りであった事をうかがわせるものである。

### 念流
兵法三大源流の一つとされる「念流」を創始した念阿弥慈恩は禅宗の僧であり、京の鞍馬山で修行して剣の技を極めた。
鞍馬山で「異形の人」と出会い剣術の妙技を教わったとされるために、「念流」は「奥山念流」あるいは「判官流」と呼ばれ、京八流の流れを汲む剣術とも言われる。

### 中条流
室町時代に中条長秀が京で創始した「中条流」は「中条家伝来の剣術」と上記の「念流」を合わせて完成した剣術である。中条流は短い太刀（小太刀）を重用する流派ということで、古くから源義経の剣術との類似が指摘されており、また「中条家伝来の剣術」が京八流の末流という説がある事と、「念流」にも鞍馬山との関係が見受けられることから中条流こそ京八流の直系流派であるという考察がある。中条流は後の一刀流、冨田流（戸田流、當田流、巌流）など、多くの有名流派の母体となり、また中条流の系譜には鐘捲自斎、伊藤一刀斎、佐々木小次郎などの有名剣豪が連なることから、中条流が京八流の末流だとする伝承は大いに学者の興味を湧き立たせる。

### 京流
山本勘助は甲斐国の武田信玄に仕えた軍師であるが、彼の使った剣術・兵法は「京流」とされている。これが京八流であるかは定かではないが、彼の剣技の腕前については次のような記述がある。

「天文17年（1548年）に南部下野守が家臣の石井藤三郎を成敗しようとして失敗。この藤三郎を勘助が心張り棒を使って倒し下野守に引き渡した。」
 - 甲陽軍鑑

おそらく新当流を修め、かつ真剣を持った藤三郎を棒で倒した技術は見事であり、逸話が事実ならこの「京流」は優れた剣術であったことが分かる。また、同じく武田信玄に仕えた軍師「前原筑前守」も「京流」の達人とされる。

「上野先方侍である前原筑前守は剣術・京流の達人で、投げられた複数の扇子を続けざまに切り落とすなど優れた剣の腕を持つ」
 - 本朝武芸小伝

これらの文献には「京流」が明確に登場しているが、この「京流」は「京八流」の一派なのか、上記の「中条流」のような京の剣術全般を指しているのかは定かではない。

### 吉岡流
吉岡憲法直元が創始した吉岡流も、京八流の末流という説がある、吉岡流の剣士としては江戸時代初期に宮本武蔵と争った吉岡清十郎、吉岡伝七郎が有名であるが、当の吉岡一門が断絶しており、文献が残されていない。

### その他
その他、鞍馬流、義経流などが京八流に源流を持つとされるが、文献が消失しており関係性は不明である。
以上のように、京八流及びその系譜とされる剣術のほとんどは近世以降に失伝しているが、「剣術の源流」「始祖が鬼一法眼」という京八流の伝承は広く親しまれており、現代に至るまでさまざまな演劇や文学作品、漫画作品などの設定に用いられている。
また、六衛府（左右兵衛府、左右近衛府、左右衛門府）、大宰府、多賀城府の８府での武術という説もある。

## 関連作品
- 小鉄の大冒険（主人公・小鉄が使う剣術が京八流という設定）
- 公家侍秘録（主人公・天野守武が京八流の使い手という設定）
- チャンバラ-佐藤賢一（主人公・宮本武蔵が剣を交える吉岡清十郎、伝七郎らの吉岡兵法所を京八流と記す）